# Clickteam
Clickteam is een computerspelbedrijf opgericht in 1993 door François Lionet, Yves Lamoureux en Francis Poulain, dat gevestigd is in Parijs, Frankrijk. Het heeft enkele programma's ontwikkeld die de gebruiker in staat stelt om zelf simpele games en applicaties te maken.

## Producten
- Klik & Play
- The Games Factory
- Multimedia Fusion
- Jamagic is moeilijker in gebruik en minder populair dan de voorgenoemden omdat Jamagic een scripting taal gebruikt.